# Echeveria runyonii
Echeveria runyonii är en fetbladsväxtart som beskrevs av Joseph Nelson Rose. Echeveria runyonii ingår i släktet Echeveria och familjen fetbladsväxter. Inga underarter finns listade i Catalogue of Life.

## Bildgalleri

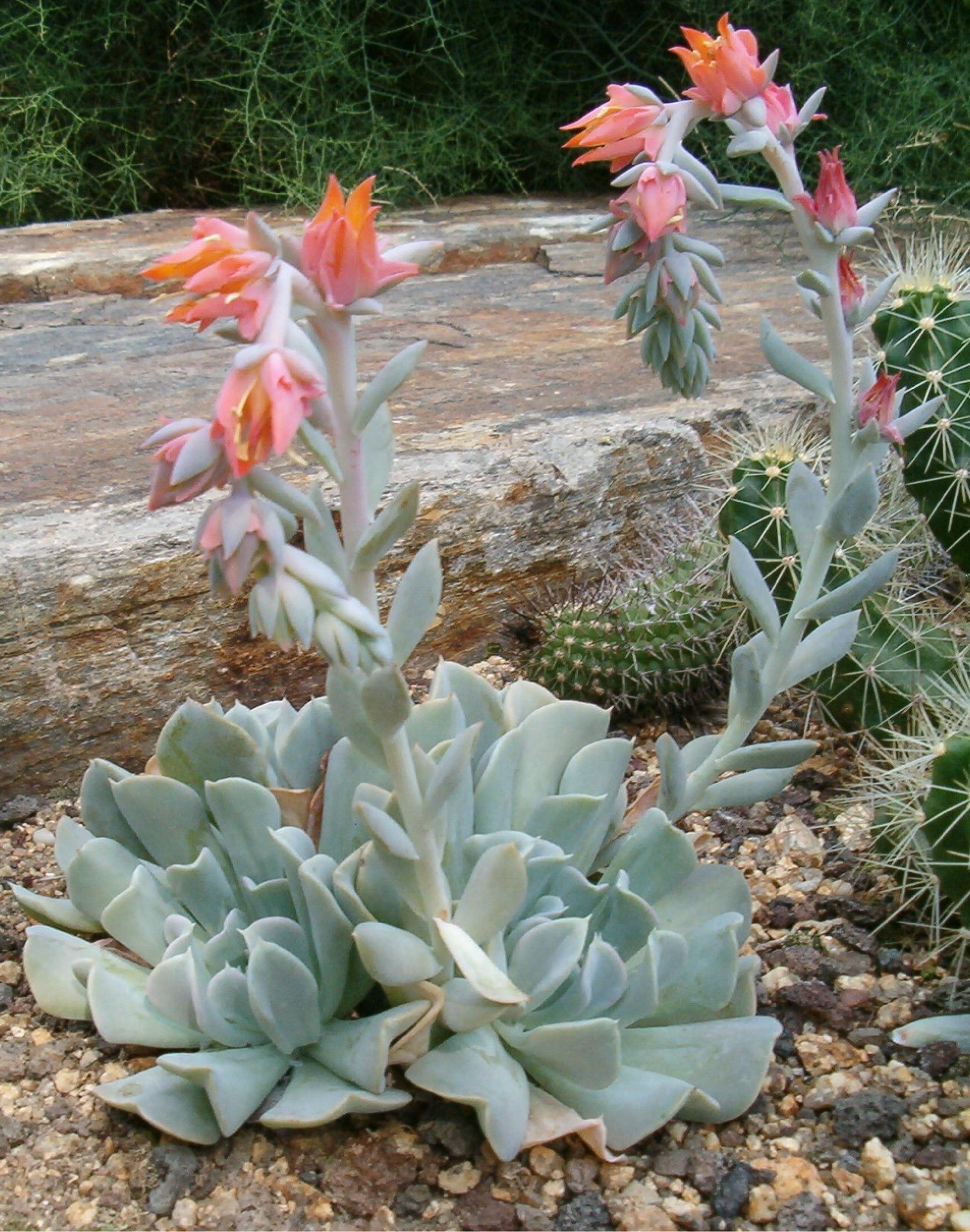
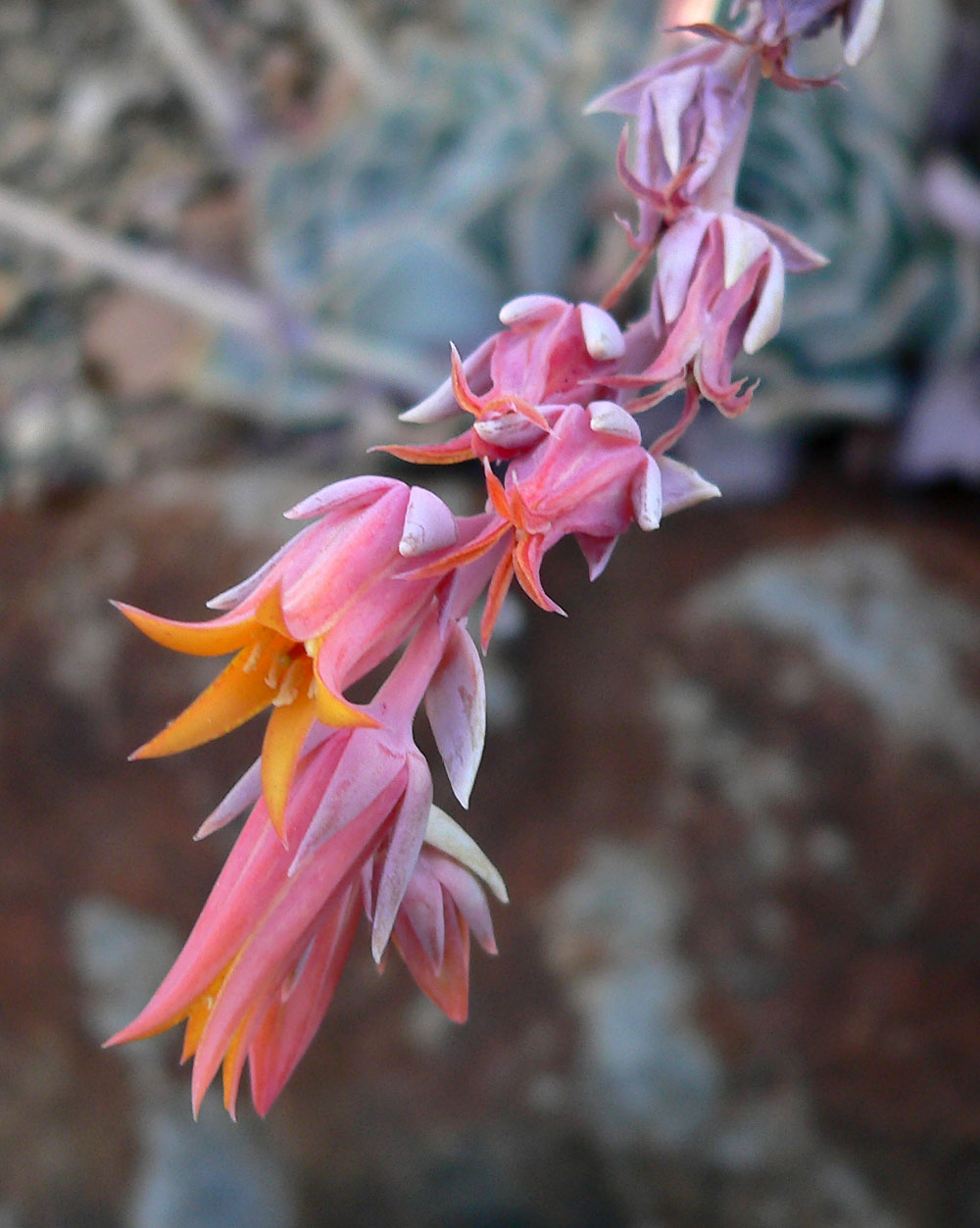
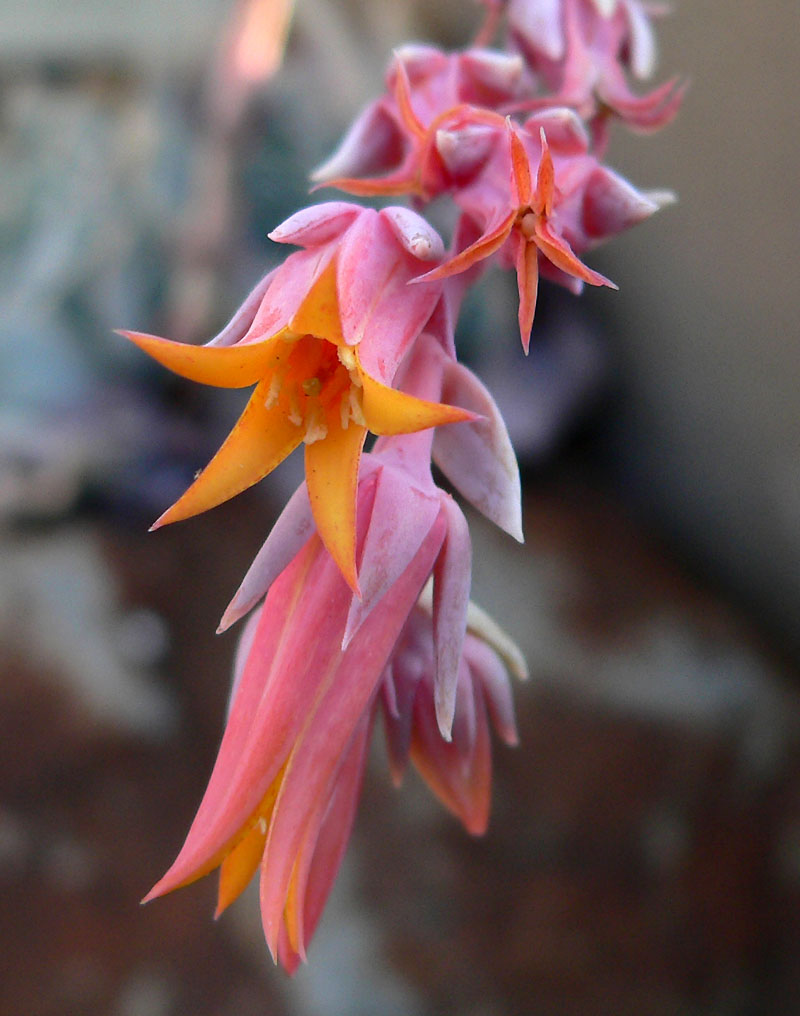